# Benedict Vilakazi
Benedict Vilakazi (født 9. august 1982 i Diepkloof, Gauteng) er en sydafrikansk fodboldspiller. Han har tidligere spillet på det sydafrikanske landshold, og har tidligere spillet for danske AaB. Han spiller nu for Botswana Meat Commission.